# Imani Fadil
Imani Fadil (àrab: إيمان فاضل)  (Fes, 1 de gener de 1985 - Humanitas Research Hospital, 1 de març de 2019) va ser una model marroquina. Després de declarar contra Berlusconi el 2012, en el judici que el va condemnar per haver pagat per tenir sexe amb menors, va començar a escriure un llibre sobre les vuit festes on va participar i morí el 2019 en estranyes circumstàncies.

## Testimoni contra Berlusconi
El 2012 va ser un dels principals testimonis, al costat de dues models italianes més, al judici del Tribunal Penal de Milà per abús de poder i prostitució de menors contra l'exprimer ministre italià Silvio Berlusconi. Fadil hi va detallar les festes on va assistir i on segons la fiscalia hi havia la menor d'edat Karima el-Mahroug, coneguda com a Ruby Robacors. Fadil havia participat en vuit de les festes a casa de Berlusconi. Després d'haver declarat al judici Fadil va explicar als periodistes que temia per la seva vida i mesos després ho va dir a les persones properes.
A mitjans de la dècada del 2010 va començar a escriure un llibre sobre els escàndols al voltant de les festes de Berlusconi i les seves experiències sobre el judici. Segons algunes persones properes, els anys abans de la seva mort es mostrava "obsessionada" per exigir justícia. Setmanes abans de morir va explicar que l'havien intentat comprar el silenci i que sempre s'hi havia negat.

## Mort
El 29 de gener de 2019 va ingressar a l'hospital Humanitas de Milà per forts dolors a l'estómac i se li van trobar lesions al fetge i absència de glòbuls blancs. Va morir l'1 de març de 2019 després d'una llarga agonia. Se li va detectar una barreja de substàncies radioactives i la concentració d'una cinquantena de metalls com cobalt, crom, níquel i molibdè. Segons el fiscal Francesco Greco va morir amb símptomes d'haver estat enverinada.
Després de la seva mort Berlusconi va dir que no la coneixia ni hi havia parlat mai i que considerava "absurdes i inventades" les seves declaracions. Però la seva mà dreta, el periodista Emilio Fede, va reconèixer la noia i va dir que "era una bona noia amb problemes econòmics". Berlusconi va ser condemnat a set anys el 2013 per haver contractat sis prostitutes menors, però va sortir de la presó un any després perquè es va determinar que l'ex polític no tenia perquè saber que Ruby era menor. Els magistrats conserven una còpia del manuscrit del llibre que Fadil volia publicar.